# Белогорское урочище
Белогорское урочище —  комплексный памятник природы регионального значения. Расположено  в Верхнедонском районе  Ростовской области западнее станицы Мигулинская, на правом берегу реки Дон. Занимает 47-й и 48-й кварталы Мигулинского лесничества. Статус природного памятника Белогорское урочище получило согласно Постановлению правительства Ростовской области от 15.05.2014 № 349. 

## Описание

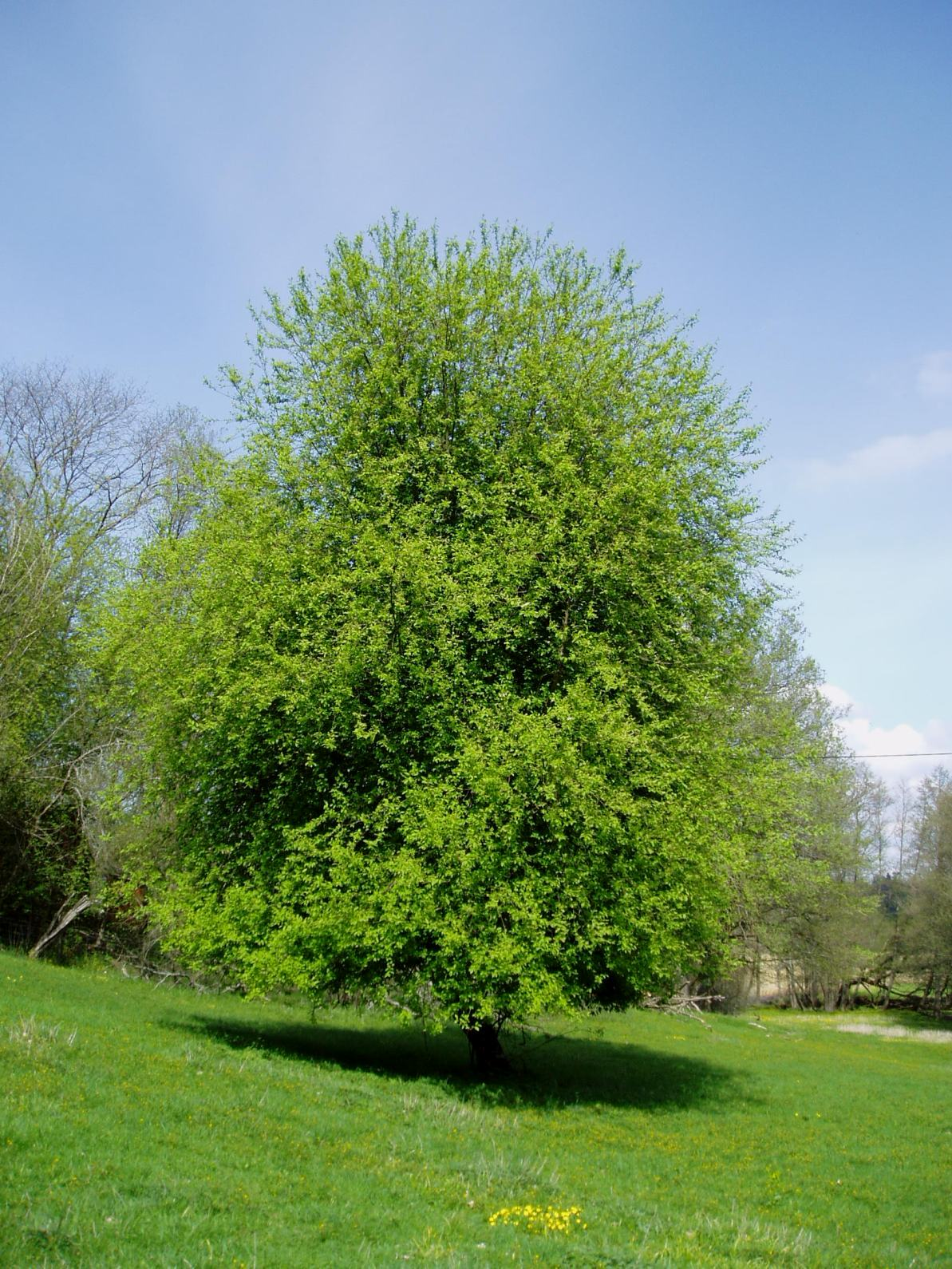
Черемуха обыкновенная

Белогорское урочище представляет собой естественный байрачный лес с разными видами древесно-кустарниковой растительности. Здесь широко представлены растения, занесённые в Красную книгу Ростовской области. К ним относятся популяции видов, произрастающие на южной границе их распространения: медуница тёмная, копытень европейский. Растительность отличается высоким уровнем биоразнообразия и эндемизма.
Белогорское урочище расположено в центральной части Верхнедонского района, западнее станицы Мигулинская, на правом берегу реки Дон. Оно занимает 47-й и 48-й кварталы Мигулинского лесничества.
Общая площадь природного памятника Белогорское урочище составляет 166,0 га. Статус природного памятника Белогорское урочище получило Постановление правительства Ростовской области от 08.08.2012 № 735 и Постановления правительства Ростовской области от 15.05.2014 № 349. Памятник природы имеет научное, природоохранное и просветительское значение.
Растительность в Урочище Белогорское представлена в основном естественным байрачным лесом, сообществами степных растений  и группировками на меловых обнажениях. Среди деревьев преобладают дуб черешчатый, клён полевой, липа сердцевидная, ясень обыкновенный, реже ольха клейкая, рябина обыкновенная.
Здесь растут кустарниковые растения: бересклет европейский, боярышник отогнуто-чашелистиковый, черемуха обыкновенная, крушина, разные виды терна. Широко представлены травянистые растения лесостепных видов.
Естественный байрачный лес с разнообразной древесно-кустарниковой и травянистой растительностью, степные сообщества и группировки на меловых обнажениях представляют уникальный природный комплекс, находящийся под государственной территориальной охраной, где широко представлены виды, внесённые в Красную книгу Ростовской области.  Среди них особо выделяются ключевые популяции видов на южном пределе своего распространения: медуница тёмная, копытень европейский.